# 서울무비
서울무비는 1994년 1월 10일 설립된 애니메이션 제작사이다. 아기공룡 둘리의 극장판 아기공룡 둘리 - 얼음별 대모험 제작 시작으로 꾸준히 애니메이션을 제작했으며, 2008년 폐업하였다. 이후 주요 인원이 쏘울 크리에이티브를 설립하였다.

## 작품 목록

### KBS
- 레스톨 특수 구조대(1999)
- 탱구와 울라숑(2001)
- 바다의 전설 장보고(2002)
- 채채퐁 김치퐁(2002, 동우 애니메이션과 공동 하청제작)
- 요랑아 요랑아(2003)
- 꾸루꾸루와 친구들(2006~2007)
- 요랑아 노래하자(2006)
- 쿵야쿵야(2006)
- 쁘띠쁘띠 뮤즈(2008)

### 타사
- 영혼기병 라젠카(1997, 코코 엔터프라이즈와 공동제작)
- 라즈베리 타임즈(2004-2005, 코코 엔터프라이즈와 공동 하청제작)

### 영화 배급
- 아기공룡 둘리 극장판: 얼음별 대모험(1996)
- 누들누드(1998)
- 누들누드 2(1999)